# Makoto Kakegawa
Makoto Kakegawa (født 23. maj 1973) er en tidligere japansk fodboldspiller.
Han har spillet for flere forskellige klubber i sin karriere, herunder Bellmare Hiratsuka og Vissel Kobe.